# Cepoy
Cepoy – miejscowość i gmina we Francji, w Regionie Centralnym, w departamencie Loiret.
Według danych na rok 1990 gminę zamieszkiwały 1993 osoby, a gęstość zaludnienia wynosiła 234 osoby/km² (wśród 1842 gmin Regionu Centralnego Cepoy plasuje się na 196. miejscu pod względem liczby ludności, natomiast pod względem powierzchni na miejscu 1221.).